# Goniopteris sclerophylla
Goniopteris sclerophylla là một loài thực vật có mạch trong họ Thelypteridaceae. Loài này được (Poepp. ex Spreng.) Pic. Serm. mô tả khoa học đầu tiên năm 1977.